# MsChif
Rachel Frobel (Saint Louis, ...) è una wrestler statunitense, nota con il ring name MsChif.
Ha debuttato come wrestler nel 2001 e nella sua carriera ha lottato per diverse promotions indipendenti negli Stati Uniti, con alcuni guest matches in Inghilterra e Giappone. È conosciuta per la sua gimmick da banshee, urlando ai suoi avversari e agli arbitri che si mettono sulla sua strada, e allo stesso tempo è caratterizzata dall'insolita flessibilità del suo corpo che le permette di eseguire, e di essere soggetta, a diverse manovre di sottomissione.
Per due anni, tra il 2008 e il 2010, è stata una Triple Crown Champion possedendo l'NWA World Women's Championship per la seconda volta e allo stesso tempo il SHIMMER Championship e l'NWA Midwest Women's Championship. Oltre ad essere una due volte NWA World Champion, è anche una vincitrice del ChickFight.

## Carriera nel wrestling

### Gateway Championship Wrestling (2001-2006)
A causa della decisione della Collins di mantenere un alone di mistero attorno a sé stessa, si sa veramente poco della sua vita prima di diventare una wrestler. Cresciuta come una fan di wrestling, ha deciso di provarci in una promotion vicino al suo college. Nella Gateway Championship Wrestling (GCW) si è allenata con Johnny Greenpeace e Jack Adonis, sviluppando la gimminck di una banshee-gotica che ha usato per tutta la sua carriera. Il suo debutto è avvenuto il 19 luglio 2001 allo show Hillsboro Havoc dove ha vinto un match nel Mid-Carding contro Christine. È diventata rapidamente una regular per i loro show, spesso aprendo gli show con singles match per la maggior parte contro uomini. Dopo questo ha iniziato una winning streak, portandola ad una vittoria in un Four-Way Dance all'evento di gennaio Garage Wars, ottenendo una Title Shot. Il suo match per il Light Heavyweight Championship di Billy McNeil è arrivato il mese successivo, a Mardi Gras Mayhem ma il match ha messo fine alla sua winning streak. Rapidamente ha iniziato un feud con Daizee Haze e indirettamente con i suoi alleati Matt Sydal e Johnny Greenpeace. Il suo debutto per la GCW ha inoltre coinciso con quello di Delirious, con il quale ha subito formato un'alleanza sotto il nome di Diabolic Khaos. Dopo essersi accompagnati a vicenda nei loro match hanno debuttato in un tag team, con Delirious che ha ottenuto lo schienamento nel loro primo match a Season's Beatings nel novembre 2001 contro il team di Sydal, Operation Shamrock.
Nel maggio 2002 il team ha aiutato Nikki Strychnine in un Exploding Barbed Wire e si sono uniti al suo Ministry of Hate, aiutandolo a mantenere il suo GCW Championship mentre Strychnine ricambiava il favore assistendo MsChif nel suo feud con Daizee, facendosi spesso coinvolgere nei loro match. Si è giunti a un culmine nel febbraio 2003 all'evento Locked N' Loaded quando un'altra squalifica ha portato l'alleato di Daizee, Johnny Greenpeace, a chiedere un tag team match tra i due team e per la stipulazione si accordarono che chiunque avrebbe ottenuto lo schienamento (inclusa MsChif) si sarebbe preso il GCW Championship di Nikki. Nonostante la sua alleanza, MsChif era desiderosa per il titolo e spesse volte si è rifiutata di chiedere il tag a Strychnine che alla fine ci è riuscito a prenderselo. Il match è finito nel chaos in quanto sia MsChif che Strychnine hanno schienato Greenpeace e Daizee, rispettivamente, ma Daizee e Nikki erano i legali quindi Strychnine ha mantenuto la cintura. Le cose sono anche peggiorate il giorno dopo, a Desoto quando il nemico di Strychnine, Jack Adonis, si è accorto del suo affetto per MsChif e l'ha colpita con una sedia durante un title match. Quando Strychnine si è assicurato delle sue condizioni, lei ha chiesto che difendesse il titolo piuttosto che preoccuparsi di lei e lo ha schiaffeggiato rendendo semplice il compito ad Adonis di effettuare lo schienamento e vincere il titolo. MsChif si è allontanata dalla Ministry of Hate, attaccando Strychnine dopo il match e iniziando un feud con lui che aveva ora una nuova gimmick, quella di Nikodemus Ravendark, un cupo poeta spezzacuori. Il feud è culminato al 3º Anniversario della GCW con MsChif che ha schienato Ravendark e con lui che si è poi preso una lunga pausa dopo.
Mentre Strychnine era lontano dalla GCW, lei ha sfidato il GCW Light Heavyweight Championship diverse volte, ottenendo eventualmente la cintura nel maggio 2003 in un Three Way Dance contro Makaze e l'ex compagno della Ministry of Hate OuTtKaSt. Ha difeso la cintura regolarmente, incluso un two out of three falls match contro Sydal. Durante il suo periodo da campionessa ha assistito il Tag Team dei Nighbreed (Jackal e Cabal) e li ha usati per continuare a dichiarare guerra a Greenpeace e Daizee. Strychnine è ritornato preso e per il luglio 2003 è entrato in un feud con Diabloc Khaos, usando il suo GCW Championship per lottare contro Delirious, in modo da arrivare così a MsChif. All'evento Adults Only 22 MsChif ha difeso con successo la cintura contro Daizee e più tardi quella serata Strychnine e Delirious hanno avuto un rematch per il GCW Championship. Durante il match la cipria è stata usata come arma, rendendo difficile vedere e così MsChif ha accidentalmente colpito Delirious con la cintura e poi successivamente Strychnine che è caduto però su Delirious schienandolo e ottenendo nuovamente la cintura. Dopo altri diversi incontri (in tag team match e come manager) Strychnine finalmente ha avuto la sua possibilità di vendicarsi su MsChif quando è stato bookato un Champion vs Champion Match a Challenge of Champions III'. MsChif ha preso in giro i vecchi sentimenti di Strychnine, abbracciandolo ma schiaffeggiandolo poi subito dopo e raggiungendo il tavolo di annuncio sul quale lei si è ritrovata schiacciata in seguito ad un crucifix powerbomb; Strychnine ha poi finto compassione per lei fingendo di riportarla indietro nel Backstage solo per poi voltarle le spalle e colpirla con un Tombstone Piledriver vincendo il match e portandosi a casa entrambe le cinture.
Il feud tra MsChif e Nikki Strychnine fu votato feud dell'anno della compagnia, con MsChif che si è anche piazzata terza come miglior wrestler dell'anno. Il suo ultimo match, a Judgement Night nel marzo 2004 l'ha vista lottare in un Three Stages Three Way Match con OuTtKaSt e Shawn Almighty dove ha vinto l'ultima porzione del match, un Ladder Match. Ha ufficialmente lasciato la promotion nel 2005 quando è stata eliminata dal roster ma ha fatto poi un ritorno nel maggio 2006 per il Sesto Anniversario prima di sfidare senza successo il suo ex protetto Jackal per il Light Heavyweight Championship il mese successivo a Raging Heat. Ha poi fatto un'ultima apparizione all'evento Holiday Havoc nel novembre, lottando contro Sean Vincent nel penultimo match della serata.

### National Wrestling Alliance

#### Feud con Daizee Haze (2004)
Per tutto il 2004 MsChif ha lottato quasi esclusivamente per la Independent Wrestling Association Mid-South (IWA:Mid-South) iniziando un feud con Daizee Haze. MsChif ha perso il suo match di debutto a gennaio ma ha ottenuto una vittoria nel suo match successivo con Daizee; Daizee ha recuperato facendo coppia con Mickie Knuckles sconfiggendo MsChif e Allison Danger a Simply The Best V. MsChif ha sconfitto la sua tag team partner nel primo round del torneo per decretare la prima NWA Midwest Women's Champion prima di perdere contro l'eventuale vincitrice Lacey nella prima semi-finale. Il tentativo di MsChif di avere una rivincita è andato a vuoto il mese dopo a A Butcher Loose In The Highland. Ga trovato una vittoria contro la sua rivale Daizee e Mickie Knuckles in un Three Way Dance la settimana successiva all'annuale King of the Deathmatch che l'ha poi portata ad una serie di vittorie incrementando il suo status fino a quando ad ottobre ha sfidato due volte Mercedes Martinez per l'NWA Midwest Championship. Perdere per squalifica l'ha fatta arrabbiare abbastanza da interferire in un match di Mercedes contro Mickie Knuckles due sere dopo all'Ottavo Anniversary, chiedendo un rematch che è poi finito in un Double Count Out portando ad un feud intenso con Mickie Knuckles l'anno successivo. MsChif ha chiuso l'anno perdendo contro Daizee per squalifica allo show per la NWA No Limits.

#### Mickie Knuckles e il Midwest Championship (2004-2006)

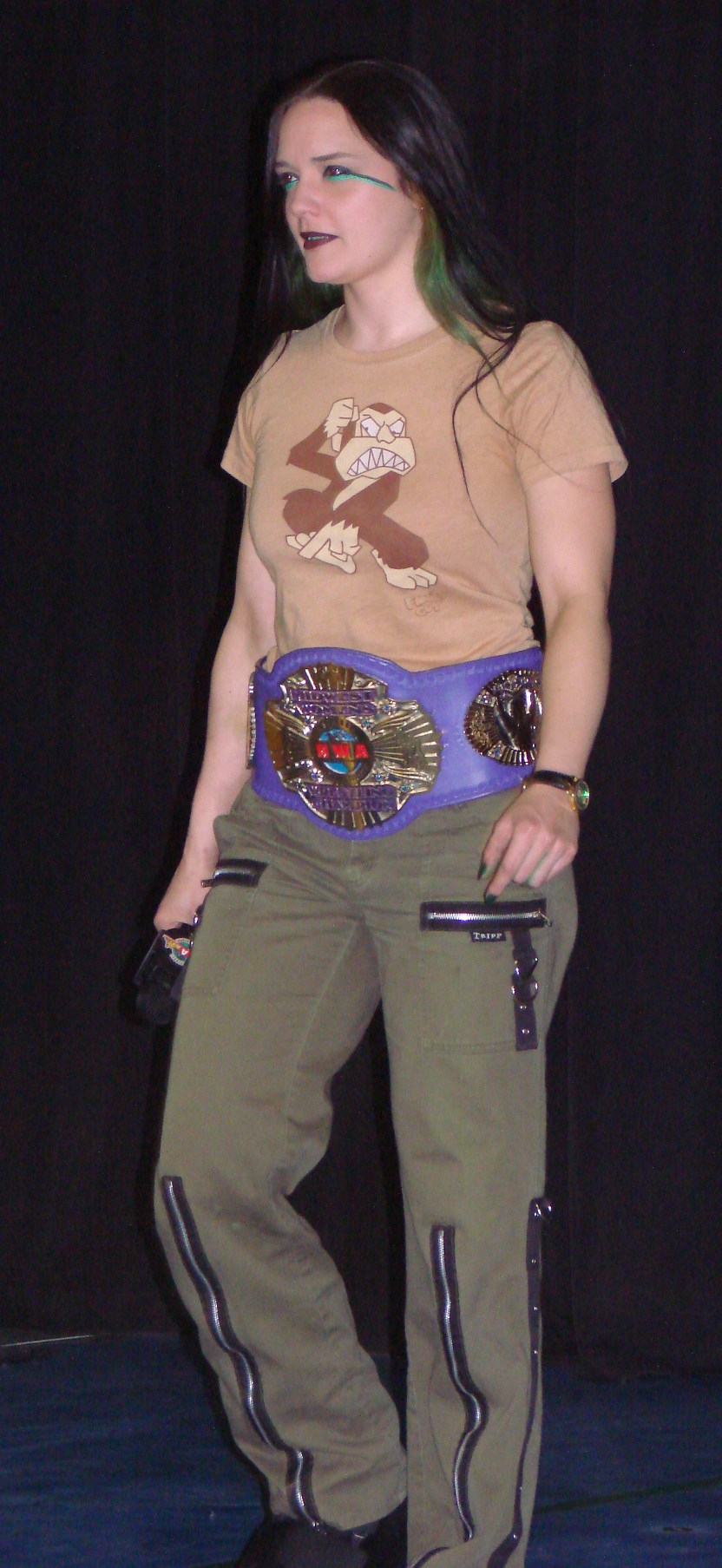
MsChif nel suo secondo regno da NWA Midwest Champion

L'ultimo match di MsChif del 2004 ha visto Mickie Knuckles fallire nell'ottenere una rivincita in un No Disqualification Match per lo show IWA Merry Funkin' Christmas. Entrando nel 2005, il feud di MsChif con Mickie si è intensificato in una battaglia selvaggia che è andata avanti per oltre metà anno. MsChif ha aperto l'anno continuando il suo dominio su Mickie in un Submission Match e ancora in un altro No Disqualification Match per l'NWA No Limits. MsChif ha poi preso parte ad un Six-Way Elimination Match per entrambi l'NWA Midwest/IWA Mid-South Championship dove, anche se ha perso contro Daizee Haze, è stata l'ultima ad essere eliminata. Dopo il match ha continuato il suo dominio su Mickie nella IWA East Coast in uno standard singles match prima di ritornare alla Mid-South per un'altra vittoria su Mickie in un First Blood Match per l'evento April Bloodshowers. Mickie ha ottenuto la sua prima vittoria in singolo su MsChif alla fine del mese in uno Steel Cage Match. La sconfitta non le ha impedito di lottare per la NWA Midwest il 7 maggio in un NWA Midwest/IWA Mid-South Title Match dove ha sconfitto con successo l'incombente Daizee.
La sua prima difesa del titolo è arrivata il mese successivo in un Three Way Dance all'ECW Arena che è finito con Mickie che ha ottenuto la vittoria e la cintura. Il match ha portato a un certo contenimento fuori dal ring visto che il promoter della NWA Midwest Ed Chuman annullò il cambio di titolo affermando che il match era stato sanzionato solo dalla IWA:Mid-South. Ian Rotten ha asserito il diritto di Mickie al titolo il che ha portato il titolo ad essere diviso e MsChif a regnare ora solo come la NWA Midwest Champion. Dopo una difesa con successo nell'NWA Midwest, le due campionesse sono state piazzate in un unification match che è finito in una doppia squalifica lasciando così le cinture separate. Nel settembre, l'ex rivale di MsChif, Daizee Haze, ha ridato vita al loro feud sfidandola per il titolo ma perdendo. Alla 57ª Convention Annuale NWA, Daizee ha provato a mostrarsi ancora meritevole della cintura quando lei, insieme con TJ Dalton, ha ottenuto una vittoria su MsChif e Delirious in un Mixed Tag Team Match. Dopo la sconfitta MsChif è stata costretta a mettere in palio la cintura in un match dove MsChif e Delirious hanno fatto nuovamente coppia in un 'Winner Takes All'Tag Team Steel Cage Match con il titolo NWA Midwest X Division di Delirious anch'esso in palio. Il match di novembre ha visto Daizee e Matt Sydal uscirne vittoriosi con le loro rispettive cinture.
Entro il 2006 MsChif ha iniziato a lottare meno frequentemente per gli affiliati della NWA in quanto ha iniziato a lavorare in altre promotions. Quando ha lottato nuovamente per loro, però, era nel febbraio per la IWA:Mid-South all'evento Payback dove ha provato a riprendersi la cintura IWA Mid-South da Mickie ma è stata sfortunata in quanto il match è finito in un altro punto morto, questa volta a causa di un doppio schienamento. Il suo match successivo, all'evento di aprile We're No Joke, è stato un po'  confusionario in quanto ha fatto coppia con la IWA Mid-South Champion Mickie Knuckles contro Vanessa Kraven e la NWA Midwest Champion Daizee Haze dove entrambi i titoli erano in palio e il team che sarebbe sopravvissuto avrebbe dovuto fronteggiarsi poi in un Singles Match per decidere la vincitrice. Nell'evento Daizee si è eliminata insieme con MsChif dove un German Suplex che ha visto entrambe essere schienate. Dopo questo MsChif ha spruzzato il green mist a Vanessa permettendo a Mickie di prendere vantaggio, vincere, ed unificare momentaneamente le due cinture.

#### World Championship (2007-presente)
Con l'NWA Midwest/IWA Mid-South Championship fuori dalla sua portata, MsChif è tornata all'NWA World Women's Championship, sconfiggendo Christie Ricci vincendo così il suo primo world title il 27 gennaio 2007. Mentre MsChif provava a vincere la cintura, la sua nemesi Mickie Knuckles ha perso l'NWA Midwest Championship contro Josie nella prima settimana dell'anno, una cintura che MsChif ancora desiderava. Ad un evento dell'NWA Midwest a marzo, entrambe Josie e MsChif si sono accordate per un title vs titles match dove entrambi i titoli erano in palio con uno Special Guest Referee: Mickie Knuckles. Avendo grossi problemi con entrambe le atlete, Mickie non è stato un ufficiale imparziale. Dopo essersi rifiutata di conteggiare i pinfall di entrambe in varie parti del match, Josie si è dichiarata vincitrice dopo che MsChif è rimasta a terra per un conto di 10 e si è presa la cintura. Una specie di tiro alla fune è iniziato tra Josie e la Knuckles fino a quando l'arbitro on l'ha lasciata andare facendo finire la cintura sulla faccia di Josie stordendola abbastanza da permettere a MsChif di usare il Desecrator per vincere il match. Dopo Mickie ha annunciato che MsChif possedeva entrambe le cinture NWA Midwest e World Championship.
MsChif ha mantenuto il World Championship fino a maggio quando è stata coinvolta in un altro champion vs champion match, perdendo contro la AWA Japan Champion Amazing Kong con entrambe le cinture in palio. Un rematch tra le due a settembre, esclusivamente per la cintura NWA, ha funto da Main Event all'evento della NWA No Limits 3rd Anniversary Show ma MsChif ha fallito nel riprendersi la cintura. La Kong ha continuato a difendere la cintura ma quando è stata messa sotto contratto dalla Total Nonstop Action Wrestling (TNA), che aveva una relazione non certo buona con la NWA, la decisione è stata quella di ridare la cintura a MsChif, che l'ha vinta nell'Aprile 2008 per countout sotto una speciale stipulazione affinché la Kong mantenesse la sua "imbattibilità". Ha poi difeso con successo la cintura il mese successivo in un match molto apprezzato contro Cheerleader Melissa, con la quale stava già feudando, e Ashley Lane tra le altre. L'anno successivo MsChif ha difeso il World Championship all'evento della NWA Charlotte che aveva come tema il giorno di San Valentino, Thorns & Roses, nel penultimo match della serata. Con Daffney nel suo angolo, ha lottato nuovamente Amazing Kong e si è salvata da un Awesome Bomb usando il green mist, facendosi quindi squalificare ma mantenendo nel contempo la cintura. Il 24 luglio 2010 MsChif ha perso l'NWA World Women's Championship contro Tasha Simone, finendo il suo regno a 818 giorni.

### Shimmer e Ring of Honor

#### MelisChif (2005-2010)

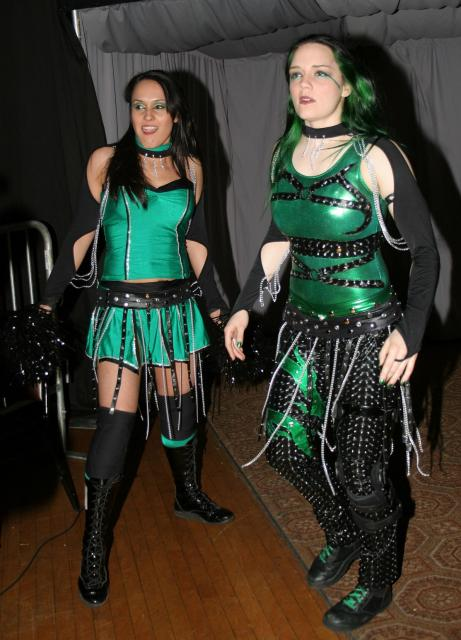
Cheerleader Melissa e MsChif hanno avuto una lunga rivalità che è poi risultato in un rispetto reciproco che ha portato alla formazione di un Tag Team

Nel novembre 2005 MsChif è stata invitata a prendere parte nello show di debutto della Shimmer Women Athletes, una promotion tutta al femminile creata per dare alle donne un luogo dove poter veramente mostrare le loro abilità sul quadrato. Si è automaticamente fatta una nemica nel suo match di debutto, sconfiggendo Cheerleader Melissa. Questa sconfitta ha scatenato l'ira di Melissa che ha distrutto MsChif durante il suo match nel Volume 3 contro Lexie Fyfe. Le due si sono incontrate per una seconda volta durante il Volume 4 nel primo hardcore match della SHIMMER. Lottato sotto le regole del Falls Count Anywhere, il loro match acclamato dalla critica ha visto le due lottare tra il pubblico e le strade di Berwyn, Illinois dove MsChif è stata anche vistosamente ferita. MsChif ha provato ad usare il suo green mist per sconfiggere Melissa, ma è stato bloccato con una sedia d'acciaio, la stessa sedia che sarebbe poi diventata utile, proprio prima che il match raggiungesse la durata di 30 minuti, in quanto durante un Kondo Clutch di Melissa le fu posizionata la sedia proprio sulla testa e sfruttando l'elasticità dell'avversaria Melissa ha fatto sì che la sua nemica si prendesse a calci in testa da sola con la sedia. MsChif è ritornata alla vittoria con una vittoria nel suo debutto per la Ring of Honor (ROH) a Supercard of Honor I dove ha vinto uno SHIMMER Six Woman Mayhem Match, che ha visto anche la partecipazione delle sue nemiche Melissa e Daizee Haze. La vittoria su Melissa apparentemente non l'ha soddisfatta per la sua sconfitta nel volume precedente in quanto nel Volume 5 ha distratto Melissa durante il suo match con Allison Danger rendendo Melissa facile preda di un Roll-Up e quindi per una sconfitta. Il brawl che si generò ha impiegato gran parte del backstage per dividere le due. Nuovamente le regole hardcore sono state usate per provare a placare il cattivo sangue che scorreva tra le due, questa volta in un Last Woman Standing Match che è stato lottato per oltre venti minuti con Melissa che non è riuscita ad alzarsi dopo aver subito un Desecrator su una sedia di metallo.
La sua rivalità con Melissa ha preso una nuova svolta nel Volume 7 nell'Ottobre 2006 durante un Singles Match con Rain. Quando Melissa si è presentata a bordo ring è stata spinta dalla compagna di coppia di Rain, Lacey, che stava cercando di interferire nel match. Melissa non ha preso benissimo lo strattone e ha risposto facendo notare all'arbitro l'interferenza di Lacey che aveva dato a Rain un tirapugni facendo così vincere MsChif per squalifica. Dopo la vittoria di Melissa nel Main Event, Lacey e Rain (The Minnesota Home Wrecking Crew) l'hanno assaltata fino a quando MsChif non è arrivata a salvarla. Lacey, infastidita dall'interferenza di msChif, ha sfidato le due ad un tag team match nel Volume 8, lasciando poi MsChif e Melissa sul quadrato. Nonostante la grande capacità sul quadrato di entrambe le atlete, le due non riuscirono a sconfiggere le ben più esperte in Tag Team Lacey e Rain.
Nel frattempo MsChif ha messo da parte i problemi con un'altra sua ex nemica, Daizee Haze, nel tentativo di sconfiggere le Minnesota Home Wrecking Crew all'evento ROH del 2007 Driven ma furono sconfitte nuovamente. Di nuovo in SHIMMER, MsChif ha fatto coppia non solo con Daizee, ma con un'altra wrestler Inglese, Eden Black, lottando contro il nuovo team delle International Home Wrecking Crew con l'aggiunta di Jetta con MsChif che si è assicurata la vittoria, nonostante sia stata Daizee ad ottenere lo schienamento.
Perdere il loro primo match come tag team non ha fermato le ex arcinemiche diventate alleate, che furono poi chiamate MelisChif. Hanno fatto coppia nel Volume 12 lottando contro il team imbattuto dell'Experience (Lexie Fyfe e Malia Hosaka). Mentre il match stava arrivando alla fine, Melissa ha salvato MsChif da una mossa di coppia e ha messo al tappeto Malia con un Air Raid Crash con MsChif che ha poi eseguito un Unhallowed Grace per la vittoria. Hanno nuovamente fatto coppia con successo nel Volume 17 contro le Dangerous Angels (Allison Danger & Sara Del Rey). Durante questo match MsChif ha tenuto con le spalle al tappeto la SHIMMER Champion Sara Del Rey per un periodo prolungato superiore ad un conto di tre mentre l'arbitro era distratto, il che ha portato MsChif a sfidarla per il titolo vincendolo poi eventualmente.
Dopo che MsChif ha vinto il titolo, il team ha fatto coppia meno frequentemente. Tuttavia, nel Volume 23 MsChif ha difeso la cintura contro Serena Deeb. Dopo il match Sara Del Rey, che aveva turnato heel dopo la sconfitta contro MsChif, ha raggiunto il ring chiedendo una title shot ed è stata poi seguita da Amazing Kong che anch'essa voleva una shot al titolo. Le due hanno poi attaccato MsChif fino a quando Melissa non l'ha salvata. Piuttosto che uno SHIMMER Championship Match, questo ha portato ad un'alleanza tra Sara e la Kong che hanno lottato contro le MelisChif nel Volume 24 per una chance agli Shimmer Tag Team Championship che fu vinto da Sara Del Rey e Amazing Kong. Tuttavia, dopo che Melissa ha sconfitto la Tag Team Champion Nicole Matthews in un singles match nel Volume 27, alle due è stata data un'altra chance ai titoli nel Volume 29 ma le Canadian NINJAS (Nicole Matthews e Portia Perez) le hanno sconfitte. Dopo quest'ennesima sconfitta Melissa ha annunciato che non avrebbe più fatto coppia con MsChif.

#### Competizione in singolo (2005-presente)
Oltre alla sua upset victory nel debutto su Cheerleader Melissa, la carriera in singolo di MsChif in SHIMMER è cresciuta lentamente ma con successo. Durante il Volume 2 è stata schienata inaspettatamente da Beth Phoenix e ancora da Lexie Fyfe nel Volume 3. La già menzionata vittoria di MsChif nella Ring of Honor, comunque, le ha fatto iniziare una winning streak in singolo che è durata tutto il 2006 fino al Volume 9 nell'Aprile 2007 dove è stata sconfitta da Amazing Kong, un mese prima di perdere l'NWA World Championship proprio contro di lei. Durante il torneo per decretare la prima SHIMMER Champion, MsChif ha ottenuto una rivincita su Lexie Fyfe nel primo round ma ha perso contro Sarah Stock nei quarti di finale; la vittoria su Lexie ha poi portato alla prima vittoria delle MelisChif, su Lexie Fyfe e Malia Hosaka, prima di patire un'altra sconfitta in tag team durante il Volume 15 con la sua Tag Team Partner Daffney nelle Scream Queens.
Dopo aver guadagnato momentum nei suoi match in singolo in SHIMMER e ROH MsChif si è guadagnata un title match contro la prima SHIMMER Champion, Sara Del Rey con la sua vittoria in tag team sulle Dangerous Angels nel Volume 17. Durante il match MsChif ha schienato la campionessa mentre il pubblico ha contato addirittura fino a cinque secondi, ma mentre l'arbitro ha ripreso il controllo Sara ha ripreso le forze ed è uscita dallo schienamento; tuttavia Melissa ha poi schienato rapidamente Allison Danger. Non appena è iniziato il Volume 18, MsChif ha fatto notare che ha aveva schienato la SHIMMER Champion per più di tre secondi e ha chiesto una title shot che Sara Del Rey, che si è dichiarata come una campionessa che lotta, le ha dato. Nel Main Event MsChif è stata in grado di usare con successo il suo Desecrator diventando la seconda SHIMMER Champion. Ha difeso la cintura per la prima volta contro Jetta, che ha vinto una 21 woman royal rumble per la title shot e ha poi continuato a difenderla anche negli show successivi.
E mentre la stagione SHIMMER chiudeva, Mschif ha difeso la cintura anche in promotion al di fuori della SHIMMER. All'evento ROH Rising Above nel novembre (mandato poi in onda nel gennaio 2009), ha sconfitto Sara Del Rey in un rematch. Nell'evento di ottobre della Full Impact Pro, Fallout, ha sconfitto anche Rain sempre in un Title Match. Poi Mercedes Martinez, che era imbattuta nella Full Impact Pro ha richiesto una seconda title shot, essendo già stata sconfitta da MsChif nel Volume 20 della SHIMMER ma nel febbraio 2009, all'evento Battle of the Belts, MsChif si è dimostrata nuovamente come la migliore. Nel 2009, la ROH ha iniziato uno show televisivo settimanale Ring of Honor Wrestling su HDNet e MsChif ha fatto il suo debutto nell'ottavo episodio come parte della Age of the Fall, nei quali si era già integrata nel giugno precedente, e ha fatto coppia con il loro leader Jimmy Jacobs perdendo contro il team di Daizee Haze e il loro ex membro Delirious. Lei, comunque, ha vinto un Three Way Match, contro Sara e Daizee, schienando Daizee Haze. L'8 novembre 2009, ai tapings SHIMMER del Volume 28, MsChif ha difeso con successo il suo titolo in un Elimination Three Way Match contro Amazing Kong e LuFisto e nel farlo ha schienato per la prima volta Amazing Kong nella storia SHIMMER.
L'11 aprile 2010, nel Volume 31, MsChif ha difeso lo SHIMMER Championship contro l'australiana Madison Eagles. Con una vittoria a sorpresa Madison ha schienato la campionessa, finendo il regno di MsChif a quasi due anni dalla sua vittoria su Sara dopo 14 difese con successo.

### Altre promotions
Avendo avuto impatto nella IWA: Mid-West e la SHIMMER Women Athletes, MsChif è stata invitata in un'altra promotion tutta al femminile, il ChickFight, a San Francisco. Il suo primo match è stato per il ChickFight IV nell'Aprile 2006, dove ha lottato con Candice LaRae nel primo round. Dopo averla sconfitta è avanzata nelle semi-finali, dove ha schienato Lacey prima di vincere l'intero torneo contro Mercedes Martinez. Nel giugno ha lottato nel ChickFight V e ha sconfitto Sumie Sakai nel primo round prima di essere sconfitta nelle semifinali da Jazz e ha subito un destino simile anche ai successivi due eventi. Al ChickFight VII: The UK vs The USA ha sconfitto la wrestler Inglese Jade ma ha perso contro l'eventuale vincitrice Cheerleader Melissa nelle semi-finali, mesi dopo che avevano fatto coppia insieme nel Volume 8. La sua ultima apparizione con la compagnia, durante il ChickFight VIII l'ha vista lottare fino alle finali, sconfiggendo sulla sua strada anche Jetta, prima di perdere però contro Wesna.
Giorni prima del ChickFight VII MsChif ha fatto la sua apparizione nella promotion con sede a Londra, la Real Quality Wrestling (RQW) per il loro evento d'apertura della stagione No Pain, No Gain. Il Triple Threat Match, che ha visto inclusa anche Melissa, era per l'RQW Women's Championship ed è stato vinto dalla campionessa in carica Eden Black. È tornata nella RQW nel giugno in un ChickFight Attraction Match che ha visto due feud collidere allo show Taking On The World dove ha fatto coppia con Eden Black perdendo contro Cheerleader Melissa e Jetta.
Oltre a queste promotions, MsChif ha fatto diverse apparizioni per altre compagnie. Tra le tante la più famosa era la NWA: Total Nonstop Action (NWA:TNA) per il loro programma televisivo TNA Xplosion perdendo contro la sua rivale di lunga data Daizee Haze.

## Vita personale
La Collins si è diplomata dal college come una scienziata genetista. Oltre al suo lavoro come professional wrestler come MsChif, lei lavora in un laboratorio di microbiologia. Nell'Ottobre 2010 è stata scritturata nella serie della PBS "The Secret Life of Scientists and Engineers".

## In wrestling
- Finishing moves
  - Code Green (Leg trap sunset flip powerbomb)[69]
  - Desecrator (Scissored DDT)[1]
  - Obliteration (Super reverse tombstone piledriver)[69]
- Signature moves
  - Bodyscissors takedown
  - Call From the Grave (Rolling cutter)[70]
  - Diving crossbody, a volte sugli avversari fuori dal ring
  - Dragon sleeper
  - Gates of Hell II (Leg hook seated chinlock)[1]
  - Gateway to Annihilation[71] (Spinning headlock elbow drop)
  - Green mist[2]
  - Multiple double foot stomps al paletto[71]
  - Rope hungseated chinlock[71]
  - Russian legsweep
  - Spinning backfist
  - Standing moonsault[71]
  - Unhallowed Grace (Springboard moonsault)[3]
- Managers
  - Daffney[38][55]
- Entrance themes
  - "Repined Bastard Nation" by Satyricon[4]

## Championships and accomplishments
- ChickFight
  - ChickFight IV[63]
- Coastal Wrestling Association

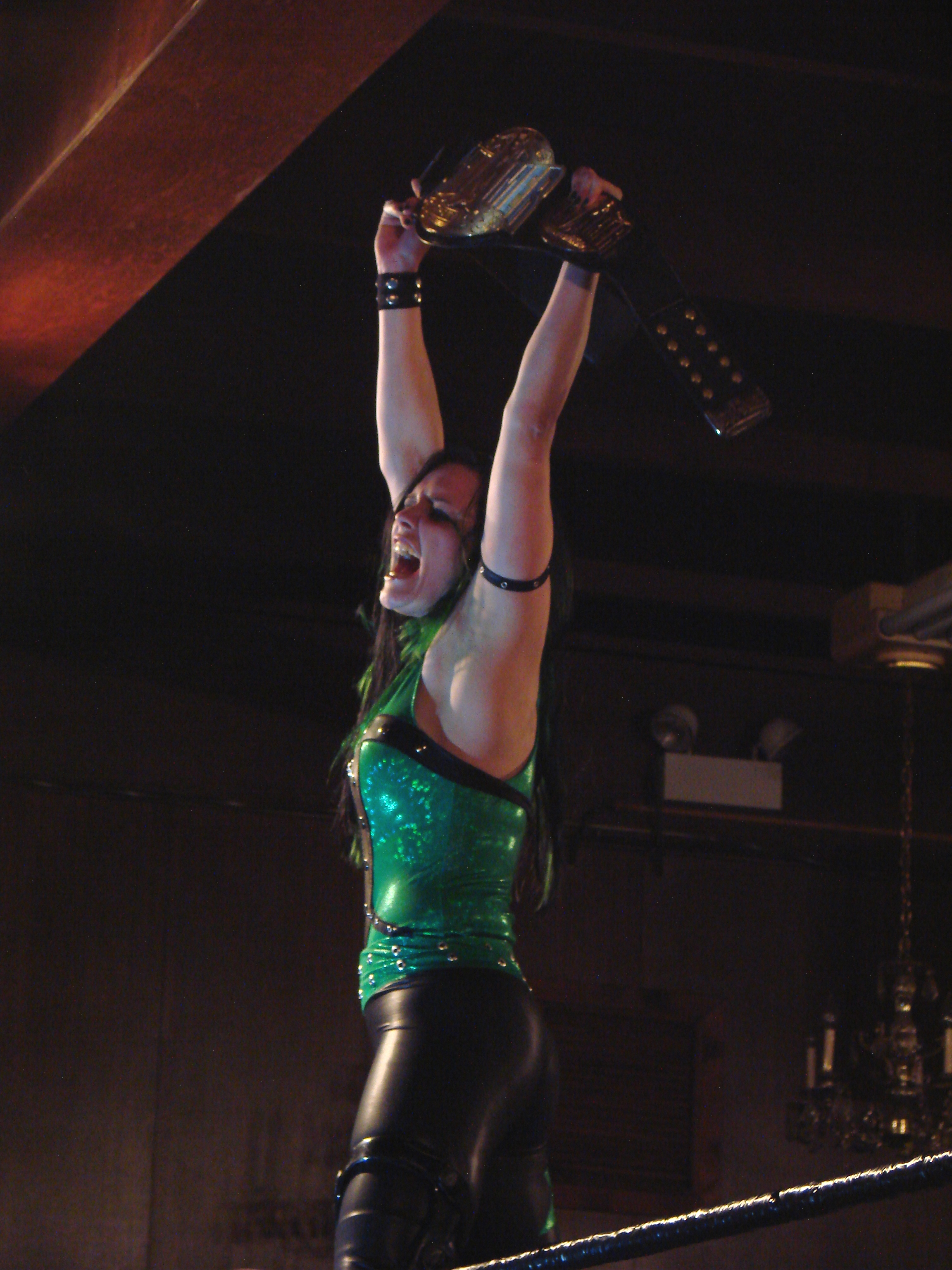
MsChif durante il suo regno da SHIMMER Champion

  - CWA Tag Team Championship (1 volta) – con Cindy Rogers[72]
- Gateway Championship Wrestling
  - GCW Light Heavyweight Championship (1 volta)[13][72]
- NWA Central States Wrestling
  - NWA World Women's Championship (1 volta)[35][72][73]
- NWA Midwest
  - NWA Midwest/IWA Mid-South Women's Championship (1 volta)1[26]
  - NWA Midwest Women's Championship (2 volte)1[32]
- NWA Top Rope
  - NWA World Women's Championship (1 volta)[74]
- Pro Wrestling Illustrated
  - PWI ranked her #4 of the best 50 female singles wrestlers in the PWI Female 50 in 2009[75]
- Shimmer Women Athletes
  - SHIMMER Championship (1 volta)[50][72]